# Venable-Schelfeis
Koordinaten: 73° 3′ S, 87° 20′ W

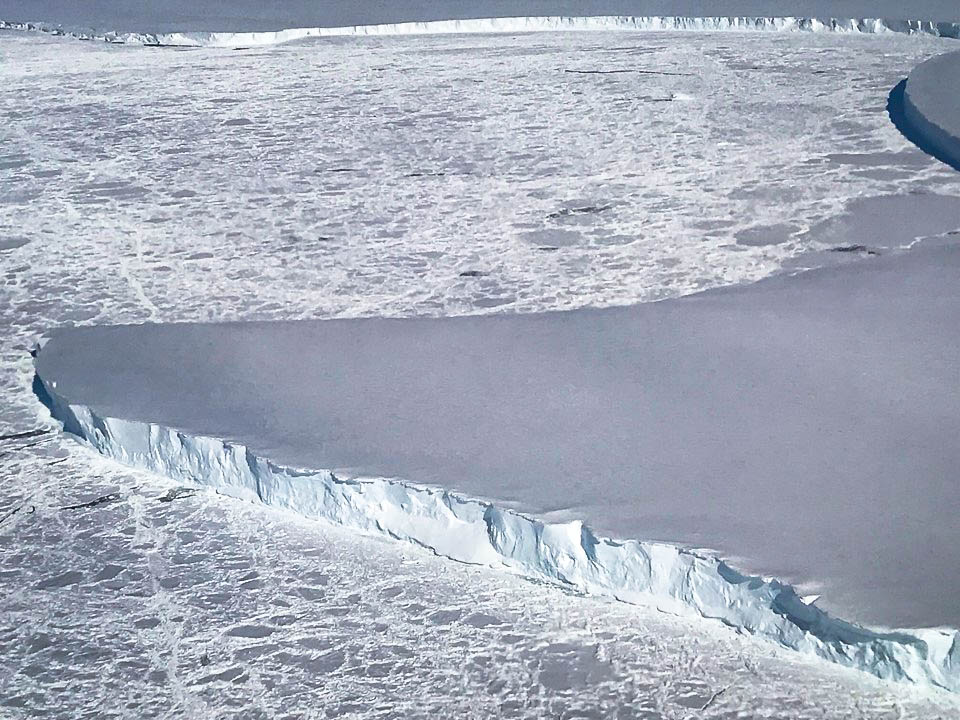
Rand des Venable-Schelfeises (2017)

Das Venable-Schelfeis ist ein 64 km langes und 24 km breites Schelfeis an der Bryan-Küste des westantarktischen Ellsworthlands. Es liegt zwischen der Fletcher-Halbinsel und der Allison-Halbinsel.
Kartografisch erfasst wurde es durch Vermessungen des United States Geological Survey und mittels Luftaufnahmen der United States Navy zwischen 1961 und 1966. Das Advisory Committee on Antarctic Names benannte es 1968 nach Commander Jack Donald Venable (1926–2008), Leiter der Schiffseinsätze bei den Unterstützungseinheiten der US-Marine in Antarktika zwischen 1967 und 1968.